# دیفوبوس
دیفوبوس (یونانی باستان: Δηΐφοβος) پسر پریاموس و هکابه بود. او شاهزاده تروآ (شهر) و بزرگ‌ترین پسر پریاموس پس از هکتور و پاریس (اسطوره‌شناسی) بود.

## در ایلیاد هومر
دیفوبوس چهار مرد مشهور را در جنگ تروآ کشد و قهرمان کوچک یونانی مریونس را زخمی می‌کند. دیفوبوس همراه با برادرانش گروهی از جنگجویان تروا را در حمله به اردوگاه و کشتی‌های یونانی رهبری کرد. هنگامی که هکتور در دوئلی که منجر به مرگ او می‌شود، رو به رو می‌شود، الهه آتنا خود را به شکل دیفوبوس درمی‌آورد تا او را فریب دهد. در برخی گزارش‌ها، دیفوبوس با قهرمان تروا پاریس همکاری می‌کند تا آشیل را بکشد. با خواهرشان پلیکسنا که به عنوان طعمه عمل می‌کند. با مرگ پاریس، دیفوبوس با موفقیت با برادرش، هلنوس، قهرمان تروا، برای ازدواج هلن در نتیجه اعمال قهرمانانهٔ فراوانش رقابت می‌کند. هلنوس منزجر تروا را ترک می‌کند و توسط یونانیان اسیر می‌شود. دیفوبوس هلن را همراهی می‌کرد که در اطراف اسب تروا قدم می‌زد و یونانیان را با صدای همسرانشان صدا می‌زند. در خلال غارت تروی، دیفوبوس توسط منلائوس یا ادیسه کشته و مثله شد، اگرچه برخی روایت‌ها ادعا می‌کنند که هلن مسئول مرگ او بوده‌است.

## در انئید
در انئید اثر ویرژیل، دیفوبوس، که به طرز وحشتناکی در زمان غارت تروا مثله شده بود، در دنیای مردگان به آئنیاس ظاهر می‌شود. او داستان مرگش را برای او تعریف می‌کند که مستلزم خیانت هلن در نشان دادن منلائوس به اتاق خواب دیفوبوس است. در حالی که با آئنیاس، از خدایان برای انتقام از یونانیان التماس می‌کند.